# Schulenburg Hattingen

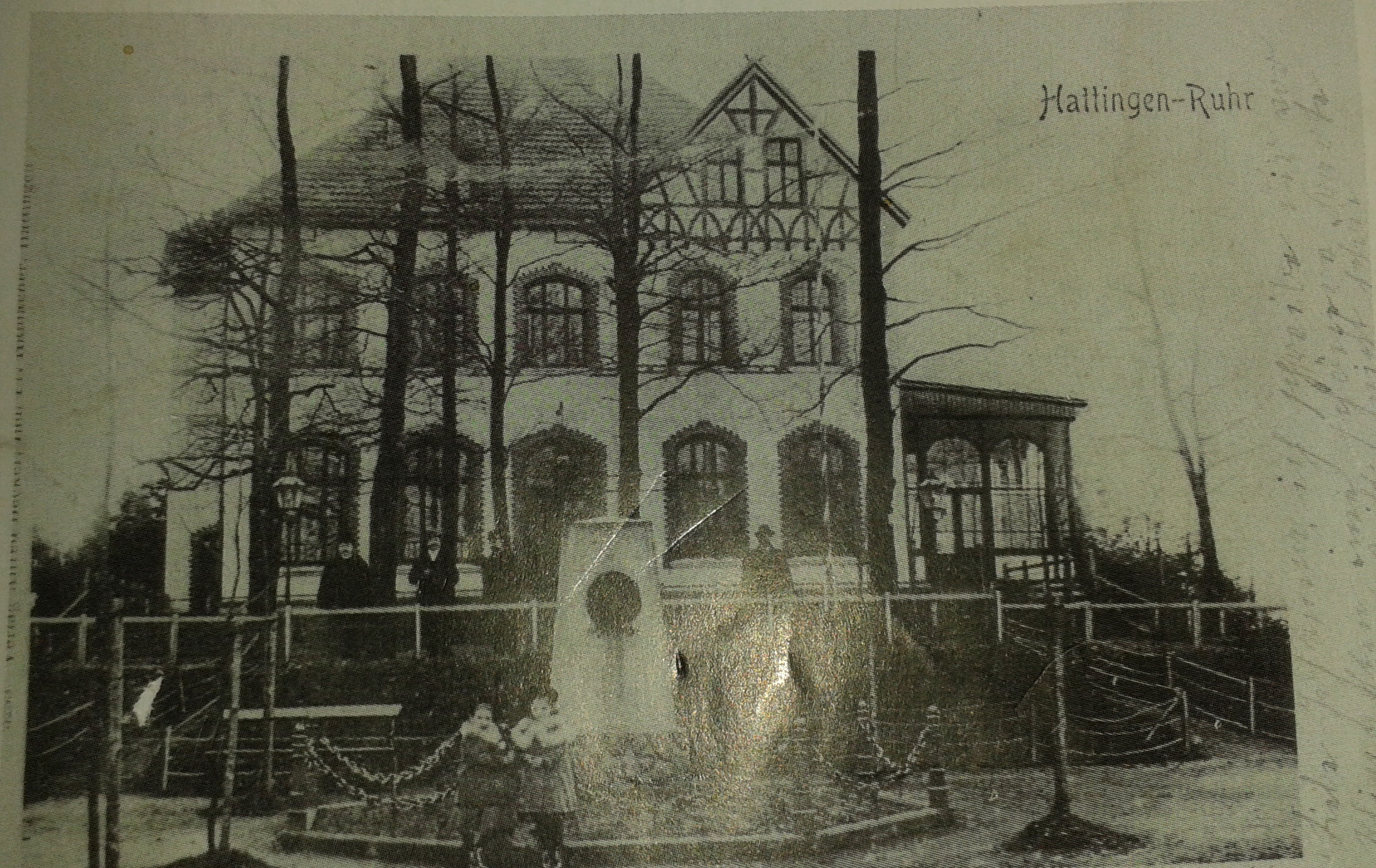
Schulenburg Hattingen Ruhr 1903

Ansichtskarte, 1906

Ansichtskarte, 1912

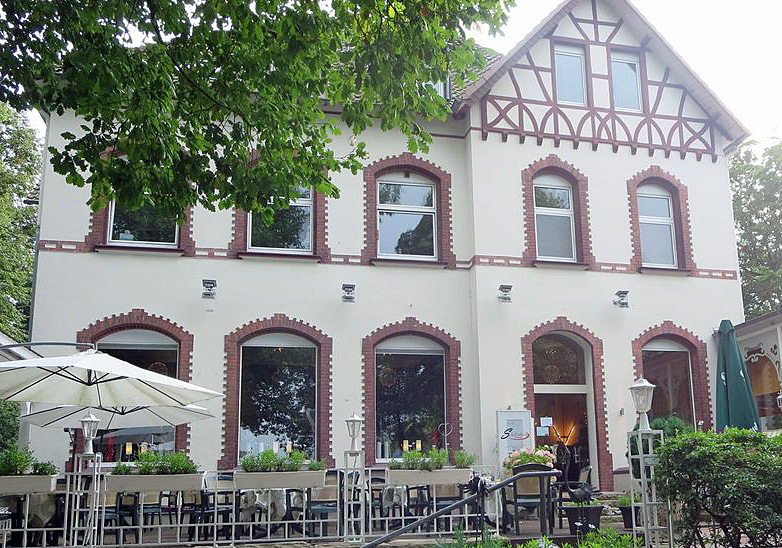
Schulenburg Hattingen Ruhr 2017

Die Schulenburg ist ein Restaurant in Hattingen auf dem Schulenberg südlich der Altstadt. Es liegt nicht weit entfernt vom Bismarckturm Hattingen.

## Geschichte
Im Jahre 1902 entschied der Rat der Stadt Hattingen, im Stadtwald Schulenberg das Waldrestaurant Schulenburg zu bauen. Nach einjähriger Bauzeit wurde am 22. Mai 1903 die Schulenburg durch Bürgermeister Carl Eigen eröffnet. 1906 wurde der Barocksaal angebaut, mit einer Raumhöhe von rund 10 Metern.
Die Leitung des Hotels und Restaurants übernahm der Bochumer Peter Reichert. Die folgenden Jahre waren, auch bedingt durch die Wirtschaftskrise der 1920er Jahre, von einem hohen Pächterwechsel geprägt. Im Zweiten Weltkrieg wurde die Immobilie durch den Reichsarbeitsdienst unter anderem als Notlager genutzt.
Im September 1956 erfolgten große Umbauten, insbesondere des großen Festsaales und des Burgkellers. Die Eheleute Mann stiegen als Pächter ein und nutzten das Objekt nun als Hotel-Restaurant Haus Schulenburg. Der Saal wurde nun intensiv für Hochzeiten genutzt. 1958 wurde das Haus unter der Leitung der Eheleute Wegmann über die Landesgrenzen bekannt. Wirtschaftsgrößen und Politiker wie Willy Brandt besuchten die Schulenburg.
Im Februar 1987 wurde das Haus als Denkmal anerkannt. Ab Februar 1998 übernahm die Familie Hornung als Pächter das Haus. Seit 2001 befindet sich das Baudenkmal in privatem Eigentum und Nutzung.
2015 war das Restaurant Schulenburg in der Doku-Soap Mein Lokal, Dein Lokal auf Kabel1 zu sehen.
Dort erreichte das Restaurant mit 27 von möglichen 40 Punkten, den geteilten letzten Platz. Gewinner der Woche war das André's 1726 aus Witten mit voller Punktzahl.
Seit dem Frühjahr 2020 wird die Gastronomie mit einem neuen Pächter unter dem Namen „Zwölf Apostel“ geführt.